# 陕甘花楸
陕甘花楸（学名：Sorbus koehneana）为蔷薇科花楸属的植物，是中国的特有植物。分布在中国大陆的甘肃、湖北、四川、青海、陕西、河南、山西等地，生长于海拔2,300米至4,000米的地区，一般生于山区杂木林内，目前尚未由人工引种栽培。

## 别名
昆氏花楸（经济植物手册）